# Градоли
Градоли (итал. Gradoli) — коммуна в Италии, располагается в регионе Лацио, в провинции Витербо.
Население составляет 1480 человек (2008), плотность населения составляет 39 чел./км². Занимает площадь 38 км². Почтовый индекс — 1010. Телефонный код — 0761.
Покровительницей коммуны почитается святая Мария Магдалена, празднование 22 июля.

## Демография
Динамика населения:

## Администрация коммуны
- Официальный сайт: http://www.comune.gradoli.vt.it